# インペラトル
インペラトル（ラテン語: imperator〔インペラトール〕　英語: imperator〔インペレーター〕, emperor〔エンペラー〕）とは、本義的には無限の権（imperium〔インペリウム〕）を有する者を指すラテン語。古代ローマにおける軍指揮者、凱旋将軍・大将軍、元首・皇帝を指す。
ラテン語インペラトルは「『インペリウム』保持者」を指しており、「インペリウム」は一般的に「命令権」と和訳されるほか、「〔文武の〕命令権」・「最高命令権」・「皇帝国家」などとも訳される。
インペラトル（imperator）は英語の「エンペラー」に当たる。また英語インペレーター（imperator）は主に、専制君主・絶対支配者・（ローマの）皇帝などを指す。

## 概要

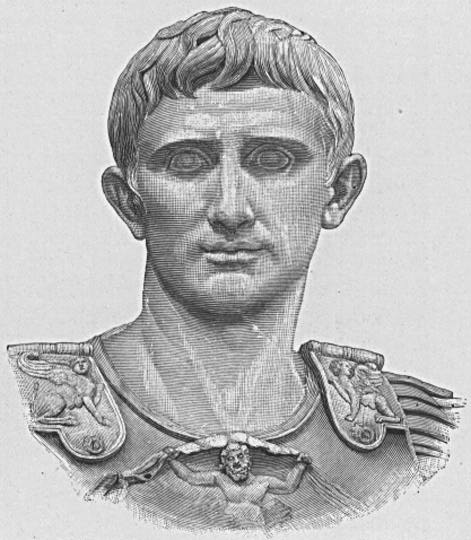
アウグストゥス
彼は軍事的成功者に与えられる名誉的な称号であったインペラトルを異例にも個人名として使用した

元老院よりインペリウム（命令権）を付与された公職者であることを意味するラテン語である。古代ローマにおいて、対外戦争で成功を収めた軍司令官（凱旋将軍）の称号としても用いられた。
元老院は、元老院の決定を執行する者として各地にインペラトル（命令権保持者）を派遣し、ローマから遠く離れた地域へもローマの支配を行き渡らせた。このローマの命令の届く範囲がインペリウム・ローマーヌム（Imperium Romanum）であり、すなわちローマ帝国である。
共和政期初期のインペリウムは平時と戦時を通しての包括的な権限であったが、次第に様々な制約を受けるようになり、最終的には特定の属州における軍事指揮権にまで縮小された。インペリウムの適用範囲が「属州における軍事指揮権」ほどの意味にまで縮小されると、インペラトルも実質的にはローマ軍の軍司令官を意味する言葉となった。戦争に勝利したインペラトルは、凱旋時に市民から「インペラトル」の歓呼で迎えられた。インペリウム（軍事指揮権）には有効期限があるため通常はインペリウムの失効とともに「インペラトル」を名乗ることもできなくなるのだが、市民から「インペラトル」の歓呼で迎えられた凱旋将軍は、任期中に限ってインペリウム失効後にも「インペラトル」を名乗ることが許された。紀元前189年にルキウス・アエミリウス・パウルス・マケドニクスがインペラトルの称号で呼ばれているのが確認できる最初の例である。一説には紀元前209年にイベリア半島を制圧した大スキピオをインペラトルと叫ぶ歓呼が起こったともされるが、これが事実であるかは疑わしいとされている。共和政末期にはスッラ、ポンペイウス、カエサルといった権力者たちが好んでインペラトルを名乗った。ポンペイウスは自身が3度「インペラトル」と呼ばれたことを強調し、カエサルは「インペラトル」を終身のものとして使用した。オクタウィアヌス（後のアウグストゥス）も紀元前43年以降たびたびインペラトルの称号を帯び、紀元前29年には元老院より「インペラトル」を個人名の一部として使用することが認められた。
オクタウィアヌスには後に「アウグストゥス（尊厳なる者）」の添え名も贈られ、後の世で一般に最初のローマ皇帝であると認識されている。アウグストゥスの後継者たちは当初はインペラトルとは名乗らなかったが、ウェスパシアヌスがインペラトルを名乗って以降にはインペラトルもプリンケプス（市民の第一人者、帝政期においてはローマ皇帝のこと）が名乗る個人名の一つとして定着した。一方でローマ皇帝は「凱旋将軍」の意味としてもインペラトルの語を用い続け、部下の戦勝を自己の栄誉として「インペラトル何回」と数えた。ただしインペラトルは特定の官職ではないため定員という考え方はなく、同時に何人もの人物にインペラトルを名乗らせることが可能であった。慣習的にも、インペラトルは勝利に歓喜した軍団兵士の声によって自然発生的に誕生するものと認識されていた。アウグストゥスも配下の将軍30人以上にインペラトルを名乗らせており、少なくともティベリウスの時代まではローマ皇帝でない人物にもインペラトルの称号が与えられていたことが記録されている。3世紀になると各地の軍団兵士がインペラトルを乱立し、軍人皇帝時代と呼ばれる混乱を招いた。

## エンペラーの語源として
インペラトルは、日本語で一般に皇帝と訳されている英語のエンペラー（emperor）の語源である。
例えば、およそ120年頃の成立とされるスエトニウスの『ローマ皇帝伝』ではローマ皇帝を指すのに「プリンケプス」「カエサル」「インペラトル」と3通りに呼び、統一していない。ギリシア語が公用語であった東ローマ帝国では「アウトクラトール（αυτοκράτωρ）」をインペラトルの訳語として使用した。
「インペラトル」は「カエサル」とともに、西欧語の「皇帝」を意味する言葉の語源であり、同じく帝政時代に皇帝を指した「アウグストゥス」の語の影響がほとんど残っていないのと比べると対照的である。インペラトルの称号は1721年にロシア皇帝にも採用された。
しかし歴史学においてはインペラトルの称号から直接ローマ皇帝の君主としての性格を論じるよりも、元首政初期のアウグストゥスとその後継者の位置から論じるものが多く、インペラトルについても元首政期のローマ皇帝が包含していた多様な属性の一つであるという見方が一般的である。